# 시몬스 (기업)
시몬스(Simmons Bedding Company)는 미국의 침대 제조업체이다. 본사는 미국 조지아주 애틀랜타에 위치한다. 1870년에 설립되었으며, 미국에서 가장 오래된 기업 중 하나이다.
시몬스의 대표 브랜드는 뷰티레스트이며, 미국과 푸에르토리코에서 18개의 제조 공장을 운영하고 있을 뿐만 아니라 자사의 제품을 국제적으로 라이선스하고 있다.

## 역사

### 대한민국
1987년에 미국 시몬스 인터내셔널와 합작회사인 ㈜영본시몬스침대 설립을 했고, 1992년 상표기간 연장 1993년 시몬스 한국에 인수 확정, ㈜시몬스침대로 사명 변경 이후 현재 사명은 ㈜시몬스으로 했다.